# Імшенецький Василь Григорович
Імшене́цький Васи́ль Григо́рович (*4 (16) січня 1832, Іжевськ — †24 травня (5 червня) 1892, Москва) — російський математик і механік, член Петербурзької Академії Наук.
Закінчив 1853 року фізико-математичний факультет Казанського університету, працював спочатку вчителем математики в Нижньогородському вчительському інституті та Першій казанській гімназії, але продовжував займатися науковими дослідженнями. Його статті про гіперболічні функції привернули увагу і в 1862 році Імшенецький був відряджений за кордон для допідготовки. Він займався переважно в Парижі під керівництвом Габріеля Ламе, Жозефа Серре й Жозефа Бертрана. В 1865 році Імшенецький отримав ступінь магістра (робота — «Об интегрировании уравнений с частными производными первого порядка») й місце приват-доцента чистої математики при Казанському університеті, в 1868 році — ступінь доктора за роботу «Исследование способов интегрирования уравнений с частными производными второго порядка функций двух независимых переменных», а в 1869 році — став ординарним професором. Праця «О функциях Я.Бернулли» принесла вченому славу та визнання. Незгоди зі членами ради спонукали Імшенецького в 1871 році покинути університет. В 1873 році він був призначений професором Харківського університету, де став засновником і головою Харківського математичного товариства (1879). Імшенецький надрукував декілька робіт з інтегрування диференціальних рівнянь. В 1879 році, з обранням в академіки, він переселився в Санкт-Петербург і крім занять в Академії читав лекції в технологічному інституті й на вищих жіночих курсах. Подібно тому як і в Харкові, Імшенецький заснував Санкт-Петербурзьке математичне товариство (1890) й був його головою.
Праці Імшенецького відносяться до різних галузей вищої математики. Вони надруковані у «Вістях» Казанського й Харківського університетів, а також у виданнях Академії Наук. Головна праця: «Sur la Generalisation des finctions de Jacques Bernoulii» («Memoires de l'academie Imperiale», т. XXXI, 1883). Відомий також як перекладач на російську мову декількох посібників з математики. Особливу користь для учнів приніс його переклад із значними доповненнями підручника Тотгентера «Диференціальне обчислення» (Санкт-Петербург, 1873).

## Вшанування
1988 року в УдДУ для студентів старших курсів математичного факультету була заснована стипендія імені В. Г. Імшенецького.